# 聖查爾斯鎮區 (密歇根州)
聖查爾斯鎮區（英語：St. Charles Township）是位於美國密歇根州薩吉諾縣的一個行政鎮區。

## 地方資料
聖查爾斯鎮區的面積為96.30平方千米，當中陸地面積為95.70平方千米，而水域面積為0.60平方千米。根據2020年美國人口普查的數據，當地共有人口3183人，而人口密度為每平方千米33.05人。